# 가드 지파
가드(공동번역성서, 로마 가톨릭교회), 또는 갓 지파(개역개정)(히브리어: גָּד‎, 현대 히브리어: Gad, 티베리아 히브리어: Gāḏ, "병사" 혹은 "운")는 이스라엘의 열두 지파 중 하나이다. 요르단강 동쪽에 위치하고, 야곱과 질바의 장남 가드의 후손으로 전해진다.

## 영역
기원전 1200년경 여호수아의 지휘 아래 이스라엘 민족이 가나안을 정복한 이후, 여호수아는 그 땅을 이스라엘의 열두 지파에게 분배한다. 이 때 대부분의 지파는 요르단강 서쪽의 가나안땅을 분배받은 반면, 가드 지파, 르우벤 지파, 그리고 므나쎄 지파만이 요르단강 동측의 땅을 모세에게 직접 분배받았다(여호수아 13:24-28). 가드 지파는 르우벤 지파와 므나쎄 지파 사이의 땅을 받았는데, 에브라임 지파의 동쪽에 위치했다. 여호수아기에 기록된 가드 지파의 땅은 다음과 같다.
24 가드 자손의 지파가 갈래를 따라 모세에게서 받은 25 지역은 야셀, 길르앗의 모든 성, 라빠 앞쪽에 있는 아로엘에 이르는 암몬 백성의 땅 절반, 26 또 헤스본에서 라맛미즈베와 브도님까지, 마하나임에서 로드발 지경까지, 27 그리고 벳하람, 벳니므라, 수꼿, 사본 등 헤스본 왕 시혼의 나머지 영토인 요르단 계곡인데, 그 경계는 요르단 강 건너 해 뜨는 쪽 계곡으로서 긴네렛 호수 한 끝에 이른다. 28 이렇게 가드 후손은 갈래를 따라 위와 같은 여러 성과 그 주변 지역을 유산으로 차지하였다.— 여호수아기 13장, 공동번역성서

민수기 32장 34절에서도 가드 지파의 성읍을 언급하는데, 여기서 언급된 성읍 중에서는 일부 여호수아기에서 르우벤 지파의 것으로 언급된 성읍이 있다.
가드 지파의 땅은 요르단 강 건너편에 있고 이스라엘 지파의 땅 가운데 가장 외곽에 있어서, 모압, 아람 다마스쿠스를 비롯한 외세의 침략을 자주 받았다.

## 성경

### 기원
모세오경에 따르면 가드 지파는 야곱의 일곱째 아들인 가드의 후손이다. 그러나 역사학자들은 가드 지파가 후에 자신들의 기원을 설명하기 위해 가드라는 가상의 인물을 창작한 것으로 본다. 가드는 야곱의 시종인 질바의 장자인데, 시종의 아들로 묘사되는 까닭에 질바의 차남인 아셀과 엮어 학자들은 가드 지파와 아셀 지파가 처음부터 이스라엘 백성의 일종으로 분류된 것은 아니었을지도 모른다고 추정한다. 이런 관점에서 가드라는 이름이 셈족이 믿었던 행운의 여신 '가드'의 이름에서 따온 것으로 보기도 한다.
가드 지파의 성읍이 모호하게 묘사된다는 점도 이러한 가설의 근거로 차용된다. 예를들어 길르앗의 경우 판관기 5장에서는 가드 지파의 성읍으로 묘사하지만, 사무엘하와 여호수아기에서는 다른 지파의 성읍으로 묘사하기도 한다. 모압에서 발견된 메사 석비의 비문에서도 이스라엘 왕국과 가드 지파를 별개의 공동체로 구분지어 서술한다. 메사 석비에서는 "가드 사람들은 고래로 아타로스에서 살고 있었는데, 이스라엘의 왕이 아타로스를 요새화하였다"라고 서술한다.

### 이후
이스라엘 왕국의 일부였으나, 우찌야와 요담의 치세에 티글라트-필레세르 3세가 이끄는 신아시리아 제국이 이스라엘 왕국을 병합하던 기원전 730년경에 유다 왕국에 협력했다고 전한다. 그러나 아시리아 제국의 손아귀에서 완전히 벗어날 수는 없어서, 르우벤 지파와 함께 지파의 아시리아로 잡혀갔다고 탈무드는 전한다. 예레미야서는 가드 지파의 땅이 암몬인의 땅이 되었다고 서술한다.

## 유대교에서
성경에서는 가드 지파가 요르단강 동쪽에 위치하게 된 것이 그들이 요르단강을 건너기 전에 그 땅을 모세에게 요구했기 때문에 그 땅이 주어진 것으로 서술한다. 고대 랍비 문헌에서는 이를 두고 전도서 5장 12절의 "부자는 그 부요함 때문에 자지 못하느니라"를 인용하며 땅의 비옥함 때문에 대업을 포기했다고 비난하기도 한다. 모세가 가드 지파의 땅에 묻혔으며, 엘리야와 그 후손이 가드 지파였다는 이야기도 전해져온다. 르우벤 지파와 가드 지파가 바빌론 유수때 처음으로 잡혀갔다고 보기도 한다.

## 같이 보기
- 가드 (성경 인물)